# Taekwondo na Igrzyskach Panamerykańskich 2011
Taekwondo na Igrzyskach Panamerykańskich 2011 odbywało się w dniach 15–18 października 2011 roku. Sto ośmioro zawodników obojga płci rywalizowało w CODE II Gymnasium łącznie w ośmiu konkurencjach.

## Podsumowanie

### Klasyfikacja medalowa
| Klasyfikacja medalowa | Klasyfikacja medalowa | Klasyfikacja medalowa | Klasyfikacja medalowa | Klasyfikacja medalowa | Klasyfikacja medalowa |
| Miejsce               | państwo               | Złoto                 | Srebro                | Brąz                  | Razem                 |
| --------------------- | --------------------- | --------------------- | --------------------- | --------------------- | --------------------- |
| 1                     | Kuba                  | 2                     | 1                     | 2                     | 5                     |
| 2                     | Dominikana            | 2                     | 0                     | 1                     | 3                     |
| =                     | Kanada                | 2                     | 0                     | 1                     | 3                     |
| 4                     | Meksyk                | 1                     | 1                     | 3                     | 5                     |
| 5                     | Argentyna             | 1                     | 0                     | 0                     | 1                     |
| 6                     | Wenezuela             | 0                     | 2                     | 0                     | 2                     |
| 7                     | Stany Zjednoczone     | 0                     | 1                     | 5                     | 6                     |
| 8                     | Kolumbia              | 0                     | 1                     | 0                     | 1                     |
| =                     | Peru                  | 0                     | 1                     | 0                     | 1                     |
| =                     | Portoryko             | 0                     | 1                     | 0                     | 1                     |
| 11                    | Chile                 | 0                     | 0                     | 2                     | 2                     |
| 12                    | Brazylia              | 0                     | 0                     | 1                     | 1                     |
| =                     | Gwatemala             | 0                     | 0                     | 1                     | 1                     |
| Razem                 | Razem                 | 8                     | 8                     | 16                    | 32                    |

### Medaliści
| Konkurencja   | 1. miejsce             | 2. miejsce           | 3. miejsce                                |
| Mężczyźni     | Mężczyźni              | Mężczyźni            | Mężczyźni                                 |
| ------------- | ---------------------- | -------------------- | ----------------------------------------- |
| do 58 kg      | Yulis Gabriel Mercedes | Damián Villa         | Frank Díaz Marcio Ferreira                |
| do 68 kg      | Jhohanny Jean          | Ángel Mora           | Terrence Jennings Mario Guerra            |
| do 80 kg      | Sebastián Crismanich   | Carlos Vázquez       | Uriel Adriano Stuardo Solorzano           |
| powyżej 80 kg | Robelis Despaigne      | Juan Carlos Díaz     | François Coulombe-Fortier Stephen Lambdin |
| Kobiety       |                        |                      |                                           |
| do 49 kg      | Ivett Gonda            | Lizbeth Díez-Canseco | Deireanne Morales Jannet Alegría          |
| do 57 kg      | Irma Contreras         | Doris Patiyo         | Nicole Palma Yeny Contreras               |
| do 67 kg      | Melissa Pagnotta       | Paige McPherson      | Katherine Rodríguez Taimi Castellanos     |
| powyżej 67 kg | Glenhis Hernández      | Nikki Martínez       | Guadalupe Ruiz Lauren Cahoon              |